# Green Island (Grenada)
Green Island (französisch Ile du Milien) ist eine zu Grenada gehörende Insel der Kleinen Antillen in der Karibik.

## Geographie
Die Insel liegt vor der Nordostküste von Saint Patrick. Sie gehört zu der Reihe von Sugarloaf, Sandy Island und Bird Island (Grenada), die mit dem Bedford Point (Pointe de Levera) im Nordosten von Grenada beginnt. Sie erhebt sich auf ca. 49 m.